# Vesicularia tenaci-inserta
Vesicularia tenaci-inserta är en bladmossart som beskrevs av Brotherus 1908. Vesicularia tenaci-inserta ingår i släktet Vesicularia och familjen Hypnaceae. Inga underarter finns listade i Catalogue of Life.